# Бедель, Ролан
Ролан Бедель (фр. Roland Bedel, неизвестно — неизвестно) — французский хоккеист (хоккей на траве), полевой игрок. Участник летних Олимпийских игр 1920 года.

## Биография
Ролан Бедель играл в хоккей на траве за клуб гольфистов из Парижа.
В 1920 году вошёл в состав сборной Франции по хоккею на траве на летних Олимпийских играх в Париже, занявшей 4-е место. Играл в поле, провёл 2 матча, забил (по имеющимся данным) 1 мяч в ворота сборной Бельгии.
Других данных о жизни нет.